# Загайнов, Василий Фёдорович
Загайнов Василий Фёдорович (1903—1943) — участник Великой Отечественной войны, пулемётчик 3-й роты 1185-го стрелкового полка (356-я стрелковая дивизия, 89-й стрелковый корпус, 61-я армия, Центральный фронт), ефрейтор. Герой Советского Союза.

## Биография
Родился 13 января 1903 года в деревне Лоповцы Пектубаевского сельсовета Новоторъяльского района Марийской АССР, в крестьянской семье. Русский.
Окончил 7 классов Пектубаевской школы. Работал счетоводом в колхозе. Беспартийный.
В Красную Армию был призван в январе 1942 года и сразу направлен в действующую армию. Пулемётчик 1185-го стрелкового полка ефрейтор Загайнов 4 октября 1943 года в бою за плацдарм на правом берегу Днепра в районе деревни Пирки (Брагинский район Гомельской области) огнём из пулемёта отбил атаку противника, уничтожив при этом десятки гитлеровцев. Своими действиями создал условия для преодоления водной преграды стрелковыми подразделениями полка. Погиб в этом бою.
Похоронен в братской могиле в деревне Пирки.

## Награды
- Указом Президиума Верховного Совета СССР «О присвоении звания Героя Советского Союза генералам, офицерскому, сержантскому и рядовому составу Красной Армии» от 15 января 1944 года за «образцовое выполнение боевых заданий командования по форсированию реки Днепр и проявленные при этом мужество и героизм» удостоен звания Героя Советского Союза посмертно[1].
- Награждён орденом Ленина.

## Память
- В с. Пектубаево Новоторъяльского района, где учился Герой, ему воздвигнут памятник.
- Имя В. Ф. Загайнова носят школы в селе Пектубаево Новоторъяльского района и в деревне Пирки Гомельской области в Белоруссии.
- В Марий Эл проводится Республиканский турнир по греко-римской борьбе памяти Героя Советского Союза, уроженца села Пектубаево Новоторъяльского района — Загайнова Василия Фёдоровича[2].
- Мемориальная доска в память о Загайнове установлена Российским военно-историческим обществом на здании Пектубаевской средней школы Новоторъяльского района, где он учился.